# Thracioidea
Thracioidea vormen een superfamilie van tweekleppigen uit de superorde Anomalodesmata.

## Families
- Clistoconchidae Morton, 2012
- Periplomatidae Dall, 1895
- Thraciidae Stoliczka, 1870 (1839)